# Sancus

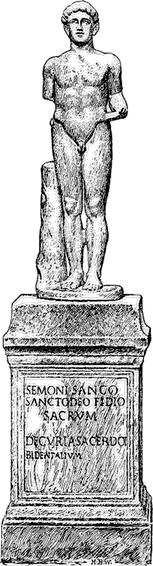
Sancus

Sancus war der Name eines antiken Gottes, der ursprünglich von den umbrisch-sabinischen Volksstämmen verehrt wurde und auch als deren Volksbegründer galt. Gemäß traditioneller Überlieferung kam sein Kult 466 v. Chr. während einer Konfrontation mit den Sabinern nach Rom; dort soll der Konsul Spurius Postumius Albus Regillensis als – allerdings erfolglose – diplomatische Geste und zur Schaffung einer Kultgemeinschaft dessen Verschmelzung mit Dius Fidius, dem römischen Gott der Vertragstreue im Handel oder zwischen Völkern, veranlasst haben. Sancus, auch mit Hercules gleichgesetzt, wurde seit dem 4. Jh. v. Chr. kultisch (mit Abweichungen) als Semo Sancus Sanctus Deus Fidius angesprochen. Der ihm geweihte Tempel befand sich an der porta Sanqualis auf dem Quirinal, an Stelle der heutigen Kirche San Silvestro al Quirinale.
Es wird vermutet, dass der mittelalterliche iberoromanische Personenname Sancho (lat. Sanctius) auf eine vulgärlateinische Namensform (Sauco, Sanco) des Götternamens in Hispanien zurückgeht.